# Cementerio de Vestre
El Cementerio de Vestre (en danés:Vestre Kirkegård) se encuentra en un parque grande en el distrito de Kongens Enghave de Copenhague, la capital de Dinamarca. Con sus 54 hectáreas, es el cementerio más grande de ese país europeo.
Bellamente ajardinado, también sirve como un importante espacio abierto, popular para la gente que quiere dar un paseo y mirar las viejas tumbas y monumentos.
Se encuentra al suroeste del centro de la ciudad, entre las estaciones de tren Enghave, Sydhavn, Sjælør y Valby en el sistema S-tren de Copenhagu, y justo al lado del histórico barrio de Carlsberg.
El cementerio es uno de los cinco dirigidos por el municipio de Copenhague. 